# Vryburg
Vryburg este un oraș din Africa de Sud.